# William Lee Scott
William Lee Scott (Hudson, 6 de julho de 1973) é um ator norte-americano.

## Filmografia
| Ano  | Filme                                       | Papel                  |
| ---- | ------------------------------------------- | ---------------------- |
| 2009 | Nine Dead                                   | Jackson                |
| 2008 | Farmhouse                                   | Chad                   |
| 2007 | The Go-Getter                               | Rid                    |
| 2006 | The Novice                                  | Henry                  |
| 2006 | Beautiful Dreamer                           | Clay                   |
| 2006 | Twenty Questions                            | Peter Burnet           |
| 2004 | The Winning Season                          | Ty Cobb                |
| 2004 | Killer Diller                               | Wesley                 |
| 2004 | Efeito Borboleta                            | Tommy                  |
| 2004 | $5.15/Hr.                                   |                        |
| 2003 | Debi e Lóide 2 - Quando Debi Conheceu Lóide | Carl                   |
| 2003 | Identidade                                  | Lou                    |
| 2001 | Pearl Harbor                                | Lt. Billy Thompson     |
| 2001 | The Brainstorm                              | Wilson Stone Jr.       |
| 2000 | 60 Segundos                                 | Toby                   |
| 1999 | Preto e Branco                              | Will King              |
| 1999 | Céu de Outubro                              | Roy Lee                |
| 1998 | Tis the Season                              | Zach                   |
| 1998 | O Oposto do Sexo                            | Randy "One Ball" Cates |
| 1997 | Se as Mulheres Tivessem Asas                | Hank Jackson           |
| 1997 | Gattaca - A Experiência Genética            | Anton Freeman (jovem)  |

## Televisão
| Ano         | Título                | Papel                         | Notas        |
| ----------- | --------------------- | ----------------------------- | ------------ |
| 2007        | Criminal Minds        | Gary                          | 1 episódio   |
| 2003        | CSI: Miami            | DJ Scorpius                   | 1 episódio   |
| 2002 / 1996 | The Steve Harvey Show | Stanley “Bullethead” Kuznocki | 11 episódios |
| 1997        | Cracker               | Jeremy Falls                  | 1 episódio   |
| 1997        | Gun                   | The Skinhead                  | 1 episódio   |

## Prêmios e indicações
| Ano  | Resultado | Premiação             | Indicação                                              |
| ---- | --------- | --------------------- | ------------------------------------------------------ |
| 2003 | Venceu    | Young Hollywood Award | Rising Star                                            |
| 2001 | Indicado  | Image Award           | Ator coadjuvante marcante / Por: The Steve Harvey Show |